# Pileolaria (Nidularia) nidica
Pileolaria (Nidularia) nidica is een borstelworm uit de familie Serpulidae. Het lichaam van de worm bestaat uit een kop, een cilindrisch, gesegmenteerd lichaam en een staartstukje. De kop bestaat uit een prostomium (gedeelte voor de mondopening) en een peristomium (gedeelte rond de mond) en draagt gepaarde aanhangsels (palpen, antennen en cirri).
Pileolaria (Nidularia) nidica werd in 1978 voor het eerst wetenschappelijk beschreven door Knight-Jones.